# Sótades de Creta
Sótades de Creta fue un corredor de los antiguos Juegos Olímpicos.

## Carrera
Ganador en la carrera de larga distancia del dólico en el 384 a. C.
Posteriormente Sótades fue sobornado por los efesios para ser proclamado como ciudadano de Éfeso, tras lo que fue exiliado por los cretenses, compitiendo otra vez como ciudadano de Éfeso en el 380 a. C.